# Gonodontis clelia
Gonodontis clelia là một loài bướm đêm trong họ Geometridae.